# زبان‌گاوی گردسر
زبان‌گاوی گردسر (نام علمی: Cynoglossus dispar) نام یک گونه از سرده کفشک زبان‌گاوی است.